# US-amerikanische Leichtathletik-Hallenmeisterschaften 2018
Die US-amerikanischen Leichtathletik-Hallenmeisterschaften 2018 (englisch 2018 USATF Indoor Track & Field Championships) fanden vom 16. bis 18. Februar 2018 im Albuquerque Convention Center in der gleichnamigen Stadt im US-Bundesstaat New Mexico statt. Organisiert wurden sie vom US-amerikanischen Dachverband USA Track & Field (USATF).

## Qualifikation für die Hallenweltmeisterschaften
Die Titelkämpfe dienten auch der Qualifikation für das US-Team bei den vom 1. bis zum 4. März ausgetragenen Hallenweltmeisterschaften in Birmingham.

## Ergebnisse
Es wurden ein Welt- und ein Landesrekord, die auch Meetingrekorde waren, sowie ein weiterer Meetingrekord aufgestellt.

### Frauen
| Disziplin       | Gold                | Gold         | Silber           | Silber       | Bronze            | Bronze       |
| --------------- | ------------------- | ------------ | ---------------- | ------------ | ----------------- | ------------ |
| 60 m            | Javianne Oliver     | 7,02 s       | Destiny Carter   | 7,19 s       | Teahna Daniels    | 7,22 s       |
| 400 m           | Courtney Okolo      | 51,16 s      | Shakima Wimbley  | 51,17 s      | Phyllis Francis   | 51,19 s      |
| 800 m           | Ajeé Wilson         | 2:01,60 min  | Raevyn Rogers    | 2:01,74 min  | Kaela Edwards     | 2:02,77 min  |
| 1500 m          | Shelby Houlihan     | 4:13,07 min  | Colleen Quigley  | 4:13,21 min  | Shannon Osika     | 4:13,60 min  |
| 3000 m          | Shelby Houlihan     | 9:00,08 min  | Katie Mackey     | 9:01,68 min  | Emma Coburn       | 9:01,85 min  |
| 3000 m Gehen    | Maria Michta-Coffey | 13:00,53 min | Miranda Melville | 13:33,19 min | Robyn Stevens     | 13:34,58 min |
| 60 m Hürden 1)  | Sharika Nelvis      | 7,70 s       | Kendra Harrison  | 7,72 s       | Christina Manning | 7,73 s       |
| Hochsprung      | Vashti Cunningham   | 1,97 m       | Inika McPherson  | 1,91 m       | Nicole Greene     | 1,88 m       |
| Stabhochsprung  | Katie Nageotte      | 4,91 m       | Sandi Morris     | 4,86 m       | Jennifer Suhr     | 4,81 m       |
| Weitsprung      | Brittney Reese      | 6,88 m       | Quanesha Burks   | 6,39 m       | Jessie Gaines     | 6,47 m       |
| Dreisprung      | Tori Franklin       | 14,15 m      | Andrea Geubelle  | 13,78 m      | Viershanie Latham | 13,34 m      |
| Kugelstoßen     | Daniella Hill       | 18,10 m      | Erin Farmer      | 17,98 m      | Jeneva Stevens    | 17,77 m      |
| Gewichtweitwurf | DeAnna Price        | 24,51 m      | Jeneva Stevens   | 24,23 m      | Gwen Berry        | 23,93 m      |
| Fünfkampf       | Erica Bougard       | 4.760 Punkte | Kendell Williams | 4.508 Punkte | Alex Gochenour    | 4.405 Punkte |

### Männer
| Disziplin       | Gold              | Gold         | Silber               | Silber       | Bronze               | Bronze       |
| --------------- | ----------------- | ------------ | -------------------- | ------------ | -------------------- | ------------ |
| 60 m            | Christian Coleman | 6,34 s       | Ronnie Baker         | 6,40 s       | Michael Rodgers      | 6,50 s       |
| 400 m           | Michael Cherry    | 45,53 s      | Aldrich Bailey       | 45,59 s      | Vernon Norwood       | 45,60 s      |
| 800 m 1)        | Donavan Brazier   | 1:45,10 min  | Drew Windle          | 1:46,29 min  | Erik Sowinski        | 1:47,02 min  |
| 1500 m          | Paul Chelimo      | 3:42,91 min  | Ben Blankenship      | 3:43,09 min  | Craig Engels         | 3:43,29 min  |
| 3000 m          | Paul Chelimo      | 7:57,88 min  | Shadrack Kipchirchir | 7:58,42 min  | Ryan Hill            | 7:58,69 min  |
| 3000 m Gehen    | Nick Christie     | 12:09,96 min | Emmanuel Corvera     | 12:24,10 min | Alexander Bellavance | 12:30,04 min |
| 60 m Hürden     | Jarret Eaton      | 7,43 s       | Aries Merritt        | 7,46 s       | Devon Allen          | 7,49 s       |
| Hochsprung      | Erik Kynard       | 2,30 m       | Jeron Robinson       | 2,27 m       | Ricky Robertson      | 2,24 m       |
| Stabhochsprung  | Scott Houston     | 5,83 m       | Sam Kendricks        | 5,78 m       | Mike Arnold          | 5,78 m       |
| Weitsprung      | Jarrion Lawson    | 8,38 m       | Marquis Dendy        | 8,22 m       | Mike Hartfield       | 8,18 m       |
| Dreisprung      | Will Claye        | 17,28 m      | Chris Carter         | 17,20 m      | Omar Craddock        | 17,11 m      |
| Kugelstoßen     | Ryan Whiting      | 20,65 m      | Darrell Hill         | 20,02 m      | Jonathan Jones       | 19,93 m      |
| Gewichtweitwurf | Conor McCullough  | 23,84 m      | Alex Young           | 23,50 m      | Sean Donnelly        | 23,46 m      |
| Siebenkampf     | Jeremy Taiwo      | 5.935 Punkte | Wolf Mahler          | 5.923 Punkte | Devon Williams       | 5.842 Punkte |